# Victims of Death (album de Possessed)
Pour l'album de Possessed, voir Victims of Death.
Albums de Possessed
The Eyes of Horror
(1987) Resurrection
(2003)
Victims of Death est une compilation du groupe de Death metal américain Possessed. L'album est sorti le 15 septembre 1992 sous le label Relativity Records.

## Liste des morceaux
1. The exorcist – 4:52
2. Pentagram – 3:34
3. Swing of the Axe – 3:10
4. March to die – 3:12
5. Death metal - 3:15
6. The eyes of horror - 3:16
7. Fallen angel - 3:58
8. Burning in hell - 3:10
9. Beyond the gates - 2:55
10. Seven churches - 3:14